# Resolució 877 del Consell de Seguretat de les Nacions Unides
La Resolució 877 del Consell de Seguretat de les Nacions Unides fou adoptada per unanimitat el 21 d'octubre de 1993. Després de reafirmar les resolucions 808 (1993) i 827 (1993), el Consell va nomenar a la nominació del Secretari General Boutros Boutros-Ghali, el Sr. Ramón Escovar Salom, com a fiscal del Tribunal Penal Internacional per a l'antiga Iugoslàvia (TPIY).